# Buxeuil, Indre
Buxeuil är en kommun i departementet Indre i regionen Centre-Val de Loire i de centrala delarna av Frankrike. Kommunen ligger i kantonen Vatan som tillhör arrondissementet Issoudun. År 2022 hade Buxeuil 221 invånare.

## Befolkningsutveckling
Antalet invånare i kommunen Buxeuil
Referens:INSEE